# Вернер Штріглер
Вернер Штріглер (нім. Werner Striegler; 30 червня 1918, Циттау — 1 грудня 1944, Індійський океан) — німецький офіцер-підводник, капітан-лейтенант крігсмаріне.

## Біографія
9 жовтня 1937 року вступив на флот. З 6 грудня 1943 року — командир підводного човна UIT-25, з 14 лютого 1944 року — UIT-23, проте того ж дня човен Штріглера був потоплений британським підводним човном «Теллі-Го» у Малаккській протоці. 26 членів екіпажу загинули, 14 (включаючи Штіглера) вціліли. З 16 лютого по 31 серпня 1944 року — знову командир UIT-25, з 1 жовтня 1944 року — U-196. 30 листопада 1943 року вийшов похід, проте наступного дня човен зник і всі 65 членів екіпажу зникли безвісти на південь від Яви.

## Звання
- Кандидат в офіцери (9 жовтня 1937)
- Морський кадет (28 червня 1938)
- Фенріх-цур-зее (1 квітня 1939)
- Оберфенріх-цур-зее (1 березня 1940)
- Лейтенант-цур-зее (1 травня 1940)
- Оберлейтенант-цур-зее (1 квітня 1942)
- Капітан-лейтенант (1 січня 1945, посмертно)